# Хмара, Адам
Адам Михаил Станислав Хмара (20 декабря 1720 — 9 июня 1805) — государственный деятель Великого княжества Литовского, ловчий (1748) и подчаший минский (1756), секретарь малой печати (1752—1760), вице-инстигатор (1760—1765), истигатор великий литовский (1765—1779), каштелян минский (1779—1784), последний воевода минский (1784—1793), член Постоянного Совета с 1783 года, кавалер орденов Святого Станислава и Белого орла.

## Биография
Представитель бедного литовского шляхетского рода Хмаров герба «Кшивда». Сын Антония Хмары и Катаржины Вяжевич. Сделал блестящую карьеру — от незначительной должности ловчего до сенаторской должности воеводы минского. В 1761-1782 годах неоднократно избирался послом (депутатом) на сеймы, в 1785 году избирался маршалком Трибунала Великого княжества Литовского.

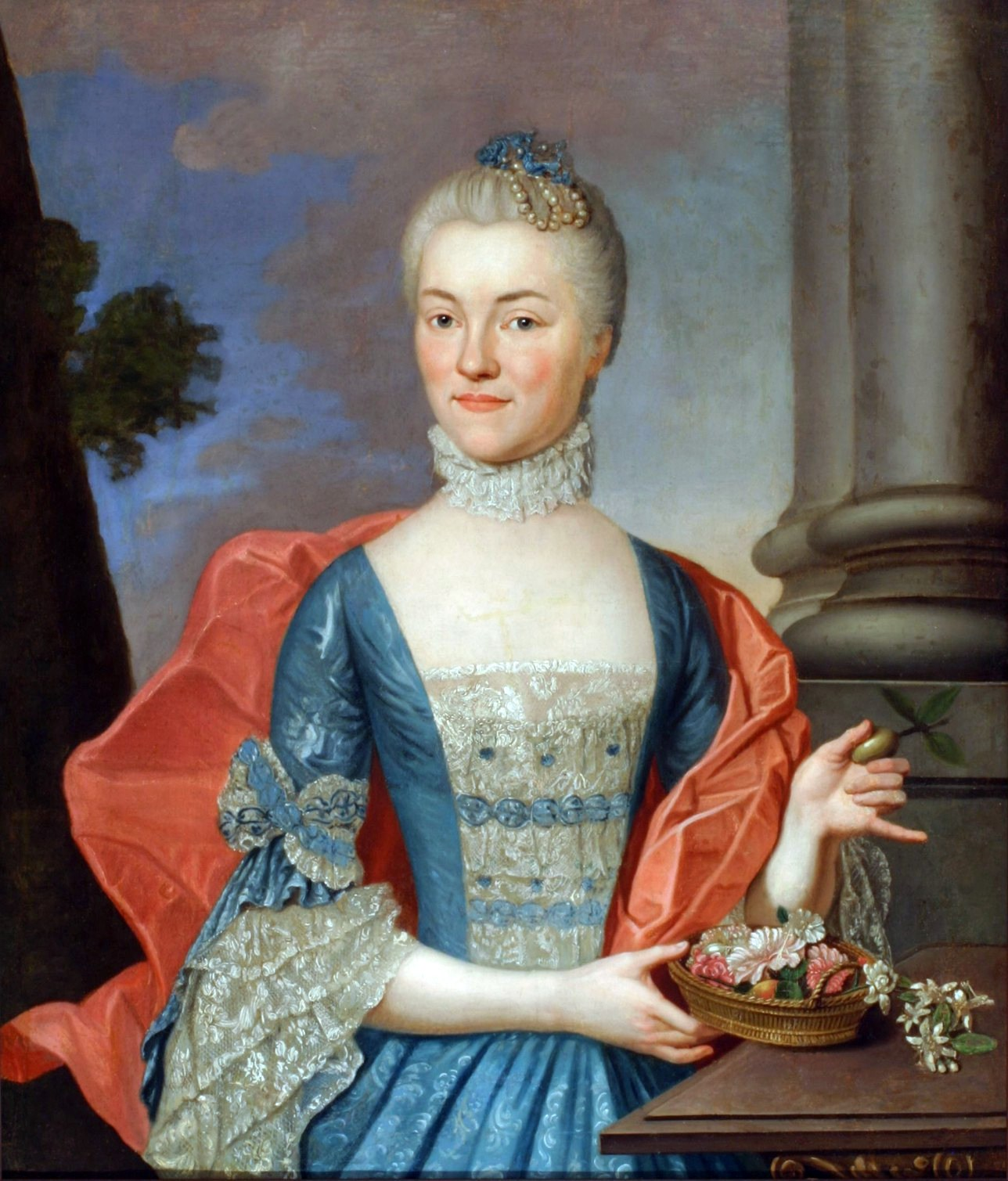
Марьяна Война-Оранская - жена Адама Хмары.

В 1748 году Адам Хмара получает чин ловчего минского, в 1752 году становится секретарем малой печати, в 1756 году — подчашим минским. В 1760 году шляхтич получает чин вице-инстигатора, а в 1765 году становится инстигатором великим литовским.
В 1755 году получил от подканцлера великого литовского Михаила Антония Сапеги за службу в качестве его подскарбия (1743—1752) и секретаря имение Семково Соломерецкое под Минском. В 1764 году стал членом генеральной конфедерации Великого княжества Литовского.
В 1779 году получает должность каштеляна минского, а в 1784 году становится последним воеводой минским. Российский посланник Яков Иванович Булгаков упоминал в 1792 году воеводу минского А. Хмару в своём списке польско-литовских послов и сенаторов, на которых царствое правительство могло бы рассчитываться при свержении новой польской конституции 3 мая 1791 года. В том же 1792 году присоединился к Тарговицкой конфедерации.
Стремился реформировать своё хозяйство: строил мельницы, изготовлял кирпичи, занимался виноделием, интересовался жизнью своих крестьян. Опубликовал работу по управлению имением: «Инструкция для эконома». К 1780 году построил дворец, где имелись библиотека, архив и больница.
Был женат на Марианне Война-Оранской, в браке с которой детей не имел.
Адам Хмара был похоронен в построенном им же самим костёле в селе Дуброво.